# NGC 2601
NGC 2601 è una galassia a spirale (barrata?) situata nella costellazione del Pesce Volante, a una distanza di circa 167 milioni di anni luce dalla nostra Via Lattea.

## Scoperta
La galassia è stata scoperta il 5 marzo 1835 dall'astronomo britannico John Herschel.

## Descrizione
NGC 2601 presenta una larga riga a 21 cm dell'idrogeno neutro.